# Hermandad Nacional de la División Azul
La Hermandad Nacional de la División Azul es una asociación española, creada en la década de 1950 como hermandad franquista de excombatientes.

## Historia

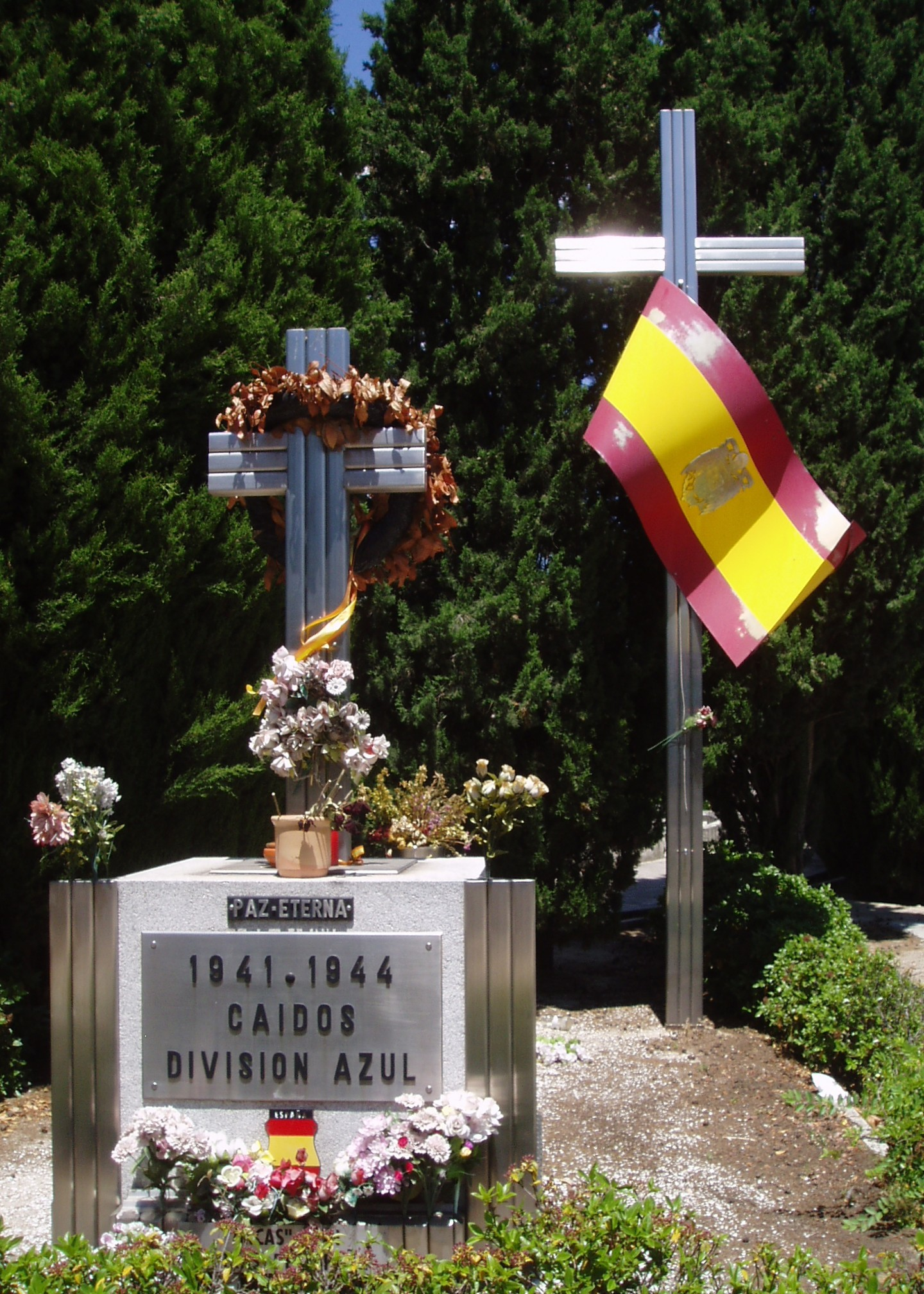
Monumento dedicado a los caídos de la División Azul en el cementerio de la Almudena, Madrid.

Organizada tentativamente en 1956 a partir de una reunión celebrada en Madrid entre las diversas hermandades de voluntarios de la División Azul que habían aparecido por doquier por el territorio español; en la reunión se estableció una junta provisional nacional; la organización fue proclamada como tal en su tercera asamblea el 27 de junio de 1959, pasando a presidir el ente Carlos Pinilla Turiño, que había sido presidente de la hermandad de divisionarios de Madrid. Se constituyó legalmente haciendo uso de la ley de asociaciones de 30 de junio de 1887. Con fuerte implantación en la ciudad de Alicante, su alcalde Agatángelo Soler Llorca, también divisionario, fue una de sus principales fuentes de subvenciones. Las células provinciales pese a todo mantuvieron una gran autonomía respecto a la hermandad nacional. Ejerció como grupo de presión para que los divisionarios pudiesen recibir pensiones de la República Federal Alemana, con éxito.
La hermandad, que en 1960 ingresó en la Verband deutscher Soldaten, se integró en la Confederación Nacional de Excombatientes presidida por José Antonio Girón de Velasco en julio de 1974.
Editó la revista Blau División.
Tenía su sede en los bajos del número 66 de la madrileña calle de Alonso Cano.
Finalmente hacia el año 2011 se disolvió y los pocos afiliados y dirigente que quedaban se integraron en Fundación Nacional Francisco Franco. Y en lo político se integraron en ADÑ Identidad Española o VOX.